# 戀愛猶如悄然綻放的花朵
《戀愛猶如悄然綻放的花朵》是ensemble在2018年6月29日發售的戀愛冒險類型成人遊戲。2019年3月29日發售Fan disc《戀愛猶如悄然綻放的花朵～永遠相伴的兩人～》（恋はそっと咲く花のように～二人は永遠に寄り添っていく～）。

## 故事簡介
皇木怜的家裡經營西餐廳，並過著普通的日常生活。某天怜在車站遇見了轉學生少女琴石伊織，伊織的出現，讓怜周邊的環境開始有了改變。

## 登場角色
皇木
作品男主角，紫翠館學園三年級生，家中是西餐廳同時擔任廚師，精神年齡也較同年紀的人成熟。
琴石伊織（聲：くすはらゆい）
紫翠館學園的轉學生，個性活潑且積極的女孩。因為被雙親當成掌上明珠撫養，所以不擅長家事。
早見美里（聲：禮賀椎衣）
的青梅竹馬，自家經營法式餐廳。女子力高強，但唯獨廚藝並不擅長。
宮音沙希（聲：秋野花）
紫翠館學園二年級生，在藝能界活躍的女孩。性格開朗並總是面帶笑容。
來未早苗（聲：歩サラ）
班級的班長，個性穩重且懂得未人著想。女子力高超，能包辦各種家事。
西園寺蓉子（聲：北見六花）
聖蘭女學園三年級生，個性大而化之的大小姐。與怜初次見面時積極向他搭訕。
藤堂薺（聲：藤咲ウサ）
聖蘭女學園一年級生，怜的表妹，小怜兩歲。原本住在京都，在求得雙親許可後來到東京。

## 主題曲
戀愛猶如悄然綻放的花朵
片頭曲「Bloom heart」
作詞、主唱：Duca，作曲、編曲：@Jin
片尾曲「Ribbon」
作詞、主唱：Duca，作曲、編曲：ANZIE
戀愛猶如悄然綻放的花朵～永遠相伴的兩人～
片頭曲「鼓動」
作詞、主唱：Duca，作曲、編曲：@Jin
片尾曲「eternal flower」
作詞、主唱：Duca，作曲、編曲：chokix

## 評價
《戀愛猶如悄然綻放的花朵》在Getchu.com的2018年6月銷量榜上排名第3名、全年排名第26名。於2018年度「萌系遊戲大賞」年間排名獲得第48名。

## 外部連結
- 戀愛猶如悄然綻放的花朵遊戲官網 （页面存档备份，存于）（日語）
- 戀愛猶如悄然綻放的花朵～永遠相伴的兩人～遊戲官網 （页面存档备份，存于）（日語）